# Option consommateurs
 (novembre 2014).
Si vous disposez d'ouvrages ou d'articles de référence ou si vous connaissez des sites web de qualité traitant du thème abordé ici, merci de compléter l'article en donnant les références utiles à sa vérifiabilité et en les liant à la section « Notes et références ».
Option consommateurs est une association à but non lucratif qui a pour mission de promouvoir et de défendre les intérêts des consommateurs ainsi que de veiller à ce qu'ils soient respectés.

## Histoire

Ancien logo.

Option consommateurs est créée en 1983 à la suite de la scission de l'Association coopérative d’économie familiale de Montréal en trois organismes distincts. Le bureau desservant les quartiers centraux de Montréal devient l'Association coopérative d'économie familiale du Centre de Montréal (ACEF-Centre), qui poursuit la publication du magazine S'en sortir et devient la première association de consommateurs à intenter une action collective au Québec contre un commerçant.
Au cours des années 1990, l'ACEF-Centre, qui commence à utiliser le nom « Option consommateurs » en 1997, croît rapidement. Elle poursuit la diversification de ses champs d'activité et de ses modes d'intervention, est de plus en plus connue dans le public et devient l'association de consommateurs la plus importante au Canada.
En 2000, l'Association des consommateurs du Québec, fondée en 1948, s'intègre à Option consommateurs. En 2011, Option consommateurs s'installe à la Maison du développement durable comme membre fondateur.

## Mission
La mission est de promouvoir et de défendre les intérêts des consommateurs, tout en veillant à ce qu’ils soient respectés. Pour ce faire, l'association s'engage dans diverses actions collectives et s'intéresse de près aux questions reliées dans ces domaines :
- finances personnelles
- pratiques commerciales
- services financiers
- énergie
- vie privée
- agroalimentaire
- télécommunications

Sa réalisation poursuit quatre objectifs :
1. Renforcer le pouvoir des consommateurs et favoriser leur autonomie en les aidant, en les informant et en les représentant auprès des décideurs
2. Promouvoir une vision socioéconomique respectueuse des droits et des intérêts des consommateurs
3. Contribuer à équilibrer le rapport de force entre les entreprises et les consommateurs
4. Promouvoir des règles juridiques et contractuelles équitables dans les relations entre les consommateurs et les entreprises; nous assurer de leur mise en œuvre ainsi que de leur respect

## Champs d'intervention
Option consommateurs veille à ce que son expertise profite aux consommateurs et qu’elle tienne compte des tendances actuelles. Ainsi, elle travaille :

### Aide directe
- À connaître les droits du consommateur et à les faire respecter
- À négocier pour le consommateur avec les entreprises de services publics
- À l'aider à faire son budget et à le suivre
- À donner des séances d’information
- À offrir de nombreux renseignements sur son site Web
- À engager des actions collectives

### Recherche et développement
- En réalisant des recherches[2]
- En réalisant divers guides[3]

### Représentations
- En participant à différents comités
- En alertant l’opinion publique
- En représentant le consommateur devant des commissions parlementaires